# Антонини, Бернардо
Берна́рдо Антони́ни (итал. Bernardo Antonini, 20 октября 1932 года, Чимего (Тренто), Италия — 27 марта 2002 года, Караганда, Казахстан) — католический священник, Апостольский протонотарий, видный деятель Католической Церкви в России, преподаватель, богослов, первый ректор Высшей духовной семинарии «Мария Царица Апостолов», досточтимый.

## Биография
Родился в коммуне Чимего в семье Доменико и Аличе Антонини. Провел свое детство в селе Ральдон под Вероной, где закончил пятилетнюю начальную школу. В 1934 году семья переехала в Верону. В то время вместе с другими одноклассниками Бернардо имел обыкновение в будние дни прислуживать министрантом во время первой утренней Мессы. В 1941 году он получил свое первое причастие. В 1943 году поступил в среднюю школу и в малую семинарию, а затем в Высшую духовную семинарию города Вероны. В 1951 году Бернардо сдал экзамены на аттестат зрелости и начал четырехлетний курс изучения богословия.
Рукоположён в священники 26 июня 1955 года в кафедральном соборе Вероны в возрасте 22 лет и 8 месяцев, для чего было получено специальное разрешение Апостольского престола (минимальный общеустановленный возраст для ординации (хиротонии) составлял 24 года).
Долгий период, с 1958 года по 1975 год, молодой дон Бернардо посвятил обучению и формации в высших учебных заведениях. Получил докторскую степень в области иностранных языков в Католическом университете Святейшего Сердца Иисуса в Милане, степень лиценциата в области богословия на Папском Богословском факультете в Милане. Изучал Священное Писание в Папском Библейском Институте в Риме и Государственном университете в Иерусалиме. В последнем учебном заведении он также изучал древнееврейский язык. Затем дон Бернардо учился на Евангелическом богословском факультете в Берлине.
Способность к языкам, чтобы провозглашать Евангелие разным народам и культурам, он воспринимал как обязанность, которая была неотъемлемой частью его священнической миссии. Дон Бернардо уже тогда знал французский, английский, немецкий и испанский языки.
В течение 32 лет в преподавал в Веронской семинарии латинский и греческий языки, Священное Писание. Был директором школы богословия в семинарии. В период с 1975–1976 гг. по 1990–1991 гг. (имеются в виду академические годы) дон Бернардо Антонини начал преподавать Священное Писание в Богословском институте святого Зенона и в Высшем институте религиозных наук святого мученика Петра, а также руководить процессом формации священников. В течение 12 лет был членом редколлегии епархиальной газеты «Verona fedele». В 1979-1990 гг. дон Бернардо вел на итальянских радио и телевидении библейские курсы и лекции о соборных документах или иных текстах церковного учительства.
Его пастырский путь был также достаточно обширным: ему довелось послужить в приходах в пригородах Вероны, в провинции Мантуи и во многих других местах Италии и ряде европейских стран. В 1988 году на волне частичного восстановления религиозных свобод в СССР отец Бернардо начал готовиться к миссии в России, изучая русский язык. Сочувствие к интересам тамошних верующих и их духовному голоду у него было с детства, во время которого он неоднократно слышал истории о гонениях на христиан в России в революционное и советское время.
В интеллектуальной и богословской формации отца Бернардо восточное христианство не занимало центральное место, тем не менее он им интересовался. В его дневнике 1962–1963 гг. находятся подробные записи о различных обрядах византийской традиции: греческом, русском, которому он уделяет основное внимание, русинском, болгарском и румынском. В это же время он бегло знакомится с философией Николая Бердяева, интересуется историей коммунизма. Кроме того, он полюбил молиться преподобному Сергию Радонежскому и перед Владимирской иконой Божией Матери.
Но готовиться к миссии в России он начинает в 1988 году, тогда он мечтает об учебе в Руссикуме. Первая поездка дона Бернардо в СССР состоялась в 1989 году с целью практики русского языка в Москве, которую он прошел в Институте Пушкина. Во время нее он посетил храм святого Людовика - единственную в то время действовавшую католическую церковь в Москве. Интересно, что он совершает мессы не только в своей комнате в общежитии, но и добивается соответствующего разрешение на служение в вышеупомянутом институте, собирая на мессу итальянцев и других иностранцев, а затем - всех желающих. Удается ему посетить и Троице-Сергиеву Лавру и Данилов монастырь, где он даже принимает причастие (в обеих обителях).
Следующая поездка в Москву длилась с 16 июля по 15 августа 1990 года, в этот раз дон Бернардо совершенствует русский язык в МГУ и там же служит мессу для студентов различных вероисповеданий. Часть службы прошла на русском языке. Антонини с теплотой вспоминает об этом визите в Россию:
"Каждый день я служу святую мессу в университете, который до сих пор считается одной из кафедр научного атеизма. Некоторые из преподавателей не стыдятся называть себя «православными». В церквях много молодежи. Я вижу сон с открытыми глазами о том, как Папа приезжает сюда с пастырским визитом. Коренные перемены в жизненном укладе России вселяют надежду. Счастье для меня — хранить в своей комнате Пресвятые Дары; и в этом «атеистическом» университете есть место для часовни с пресвятой Евхаристией".
Тогда дон Бернардо готов был стать капелланом в каком-нибудь посольстве; один год учиться в православной богословской семинарии в Загорске (Сергиевом Посаде), содействовать работе нунциатуры. С 7  января по 3 февраля 1991 года он также посещает Ленинград, где побывал в православной семинарии, в католической общине Сестер матери Терезы. По приглашению архиепископа Тадеуша Кондрусевича 5 июля 1991 года Антонини приехал в Москву, а 2 июля был назначен исполняющим обязанности викария в католический приход города Маркс, где он служил вместе с будущим епископом епархии святого Климента в Саратове - Клеменсом Пиккелем (тогда еще простым священником). Однако, уже в августе отец Бернардо был вынужден уехать на краткое время из России. Но с ноября 1991 года он был назначен на должность преподавателя Колледжа католической теологии им. св. Фомы Аквинского. В начале 1992 года утвержден в качестве декана колледжа (сменил на этом посту отца Тадеуша Пикуса). В четырехлетней учебной программе колледжа акцент делался на антропологию, философию, богословие и Библию, а также на социальное учение Церкви. Сам дон Бернардо преподавал Введение в Ветхий и Новый Заветы. Примечательно, что в первый набор в Москве записались целых 150 человек.
В 1993 году стал первым ректором Высшей духовной семинарии «Мария Царица Апостолов» - еще в Москве, а затем ему пришлось организовать переезд семинарии в Санкт-Петербург. 14 июля 1993 года дон Бернардо отправил декрет о создании семинарии папе Иоанну Павлу II, который через какое-то время распорядился отправить в Москву несколько комплектов литургического облачения и утвари, среди которой была чаша, дарохранительница, монстранция — дон Бернардо очень гордился ими. В 1994 году основал российскую католическую газету «Свет Евангелия» (в 1994 году — главный редактор; 1995—2001 годы — генеральный директор; с октября 2001 года — почётный генеральный директор) и журнал «Theologia».
Отметим, что с первого выпуска семинарии рукоположили пять кандидатов в священство - это торжественное событие еще застал сам дон Бернардо. В 1999 году освобожден от должности ректора Высшей духовной семинарии «Мария Царица Апостолов», возведён в достоинство Апостольского протонотария. В 1999—2000 годах возглавлял комиссию «Юбилей — 2000». В 1998 году активно способствовал открытию в России католической радиостанции «Радио Мария» (дата основания 12.04.1998), освятил первую студию в Санкт-Петербурге. Кроме того, в конце 1995 года Антонини добился полного возвращения здания кафедрального собора Непорочного Зачатия Божией Матери в Москве, который был впоследствии отреставрирован и повторно освящен в декабре 1999 года.
Стоит подчеркнуть, что в межконфессиональных и межрелигиозных вопросах дон Бернардо всегда был открыт, надеялся на улучшение отношений с православными и другими христианскими конфессиями, с уважением относился к исламу и другим вероисповеданиям. С самого начала апостольства в России одним из главных приоритетов Антонини стало активное участие в экуменическом диалоге и ежегодных Неделях молитвы за единство христиан. Священник заботился об экуменическом воспитании своих учеников в теологическом колледже и семинарии, а также заложил основы для аффилиации последней с Папским Латеранским университетом, повысив уровень образования и добившись международного признания теологических дипломов семинарии.
С августа 2001 года отец Бернардо Антонини работал в Карагандинской епархии в Казахстане как вице-ректор епархиальной Высшей духовной семинарии «Мария — Матерь Церкви», епископский викарий по вопросам пастырской деятельности, декан центрального региона Карагандинской епархии, секретарь Совета священников и главный редактор казахстанской католической газеты «Кредо». На страницах газеты под его руководством освещался визит Папы Иоанна Павла II в Казахстан.
Автор многочисленных богословских книг и научных публикаций.
Скончался в Караганде 27 марта 2002 года.
В Италии существует ассоциация «Друзья дона Бернардо Антонини». В Москве действует Школа Библии имени о. Бернардо Антонини.

## Прославление
В ноябре 2007 года, в письме епископу Вероны монсеньору Джузеппе Дзенти архиепископ Караганды, монсеньор Ленга, выразил желание, чтобы епархия Вероны взяла на себя инициативу формально начать процесс беатификации дона Бернардо. К этой официальной просьбе епископа Караганды присоединился также монсеньор Тадеуш Кондрусевич, который, завершив свое епископское служение в Москве, за несколько месяцев до этого стал архиепископом Минско-Могилевской епархии.
Было объявлено об открытии 11 февраля 2009 года епархиального процесса по подготовке к беатификации Бернардо Антонини. 20 октября 2013 года в епархии Вероны завершился епархиальный процесс беатификации Бернардо Антонини. 21 декабря 2020 года было объявлено о признании героических добродетелей Бернардо Антонини и о присвоении ему титула досточтимый.